# Polizeiruf 110: und tot bist du
und tot bist du ist ein deutscher Kriminalfilm von Thomas Jacob aus dem Jahr 1993. Der Fernsehfilm erschien als 154. Folge der Filmreihe Polizeiruf 110. Es ist der erste Polizeiruf, der nicht vom Deutschen Fernsehfunk produziert wurde.

## Handlung
In einer ruhigen Kleinstadt Sachsen-Anhalts wird die achtjährige Sandy ermordet. Daraufhin werden die Kommissare Beck und Kleinert aus Halle mit den Ermittlungen beauftragt, geraten jedoch in Konflikt mit dem Polizisten Großkopf, der vor Ort mit den Ermittlungen begonnen hat. Erst nach einer Weile ermitteln alle drei im Team. Beck und Kleinert wird bereits zu Beginn Herr Förster als Täter präsentiert. Er hatte in der Stadt Kinder fotografiert, Sandy vom Spielplatz gelockt und war mit ihr Eisessen gegangen. Auch im Wohnhaus, in dem Sandys Leiche gefunden wurde, war er vor der Tat gesehen worden. Für die örtliche Presse steht Förster als Täter fest, doch lassen die Ermittler ihn laufen, da die Bilder seiner Kamera zeigen, dass er zum Tatzeitraum nicht in der Nähe des Tatorts war.
Die Bürger der Kleinstadt reagieren fassungslos, vertrauen der Polizeiarbeit nicht mehr und gründen eine Bürgerwehr, um ihre Kinder zu schützen. Die Ermittler folgen unterdessen einer anderen Spur. Der junge Peter, der bei seinem Vater im Spielzeugladen arbeitet, hat am Tattag den Bauarbeiter Hartmann vom Boden des Hauses rennen sehen, wo auch Sandys Leiche gefunden wurde. Als die Ermittler Hartmann befragen wollen, flieht er. Bald stellt sich heraus, dass Hartmann einst wegen Exhibitionismus vor Kindern im Gefängnis gesessen hat und im Fall eines weiteren ungeklärten Kindermordes, der sich vor 18 Monaten zugetragen hat, verdächtig war, auch wenn man ihm nichts nachweisen konnte. In Hartmanns Keller findet sich ein Fernrohr, das einem der Hausbewohner aus dem Dachbodenspind gestohlen wurde. Da Hartmann verschwunden bleibt, kann er zur Tat nicht befragt werden. Die örtliche Zeitung jedoch präsentiert ihn als Serienmörder und Hartmanns Frau und Kind werden von der Bürgerwehr bedroht. Hartmanns Aufenthaltsort kann ermittelt und der Mann verhaftet werden. Er bestreitet die Tat.
In der Bürgerwehr ist auch Peters Vater aktiv. Er sieht eines Tages, wie Peter ein Mädchen, das im Laden Spielsachen gekauft hat, unsittlich berührt. Er ahnt, dass Peter etwas mit den Morden zu tun hat, versucht jedoch nur, ihn nicht mehr unbeaufsichtigt zu lassen. An einem Nachmittag erscheint das Mädchen Ulrike im Spielzeugladen und Peter verspricht, ihm die mitgebrachte Puppe zu reparieren. Ulrike wird von dem verwirrten Udo, der einst den Tod seiner Tochter verschuldet hat, zu einem Waldstück gebracht, wo sie verschwindet. Die Eltern beginnen bald darauf, nach Ulrike zu suchen. Udo bringt die Ermittler zu der Stelle, an der Ulrike in den Wald gerannt ist. Kurz darauf wird die Leiche des Mädchens gefunden. Die Ermittler erfahren, dass Hartmann als Täter nicht infrage kommt, da er zum Tatzeitpunkt bereits verhaftet war. Beck ist sich sicher, dass alle drei Morde auf das Konto eines Täters gehen. Der Täter und die Opfer müssen sich gekannt haben. Zudem muss der Täter freien Zugang zum Wohnhaus gehabt haben, in dem Sandys Leiche gefunden wurde, da die Haustür unbeschädigt war. Infrage kommt daher nur noch Peter Hempel, der damals zu Besuch bei seiner Großmutter war. Peter sagt aus, dass Ulrike mit der Puppe bei ihm war, er das Spielzeug jedoch sofort reparieren konnte. Es stellt sich jedoch heraus, dass Ulrike ohne Puppe das Geschäft verlassen hat, die Puppenrückgabe also beispielsweise auch im Waldstück hätte erfolgen können. Peter flieht und sein Vater kann ihn stellen, als er gerade ein weiteres Mädchen töten will. Beck und Kleinert sind kurz darauf vor Ort und nehmen Peter fest.

## Produktion
Nach dem Ende des DFF war die Fortsetzung der Reihe zunächst fraglich. Der MDR setzte 1992 zunächst auf die westdeutsche Reihe Tatort und strahlte zwei noch vom DFF produzierte Filme mit den Kommissaren Ehrlicher und Kain nicht als Polizeiruf aus. Da aber unter anderem die Folge Mit dem Anruf kommt der Tod auch vom gesamtdeutschen Publikum gut aufgenommen wurde und der Polizeiruf bei der Abwicklung des DFF als „erhaltenswert“ bezeichnet worden war, entschied man sich 1993 doch für eine Fortsetzung der Reihe.
und tot bist du ist der erste Polizeiruf, der vom MDR produziert wurde. Der ungewöhnliche Titel ergibt sich aus einem Abzählreim der Kinder im Film („Ene mene muh, und tot bist du“).
Der bei diesem Film federführende MDR griff mit Günter Beck auf ein bekanntes Gesicht aus DFF-Zeiten zurück; er ermittelt hier in seinem siebenten Fall. Entgegen der späteren Gewohnheit ist Beck noch nicht an eine Stadt gebunden, sondern ermittelt im gesamten Einzugsgebiet des MDR. In diesem Film spielt die Handlung in einem nicht näher bezeichneten Dorf in Sachsen-Anhalt. In späteren Filmen, darunter dem Polizeiruf Bruder Lustig, wird Beck beispielsweise auch in Görlitz ermitteln.
Die Titelmusik stammt noch von Hartmut Behrsing und entspricht der Musik aus DFF-Zeiten. Die Bilder zeigen allerdings Action-Szenen aus den Polizeiruf-Filmen von 1993.
Der Film erreichte bei seiner Erstausstrahlung am 13. Juni 1993 eine Einschaltquote von 16 Prozent.
Drehort war zu großen Teilen die brandenburgische Kleinstadt Luckau in der Niederlausitz und deren Umgebung.

## Kritik
Die Saarbrücker Zeitung schrieb anlässlich der Erstaufführung 1993, dass der Film „seine Stärke vor allem der Atmosphäre verdankte“, so gelinge es Regisseur Jacob in diesem Krimi, „die Reaktionen der Personen zu beobachten und zu beschreiben, wie auf Grund von Gerüchten und falschen Verdächtigungen die Stimmung in Gewalt umschlug“. „Der gelungene Krimi ist nebenbei auch ein spannendes Sozialdrama“, schrieb die Neue Vorarlberger Tageszeitung.